# Сверхчеловек

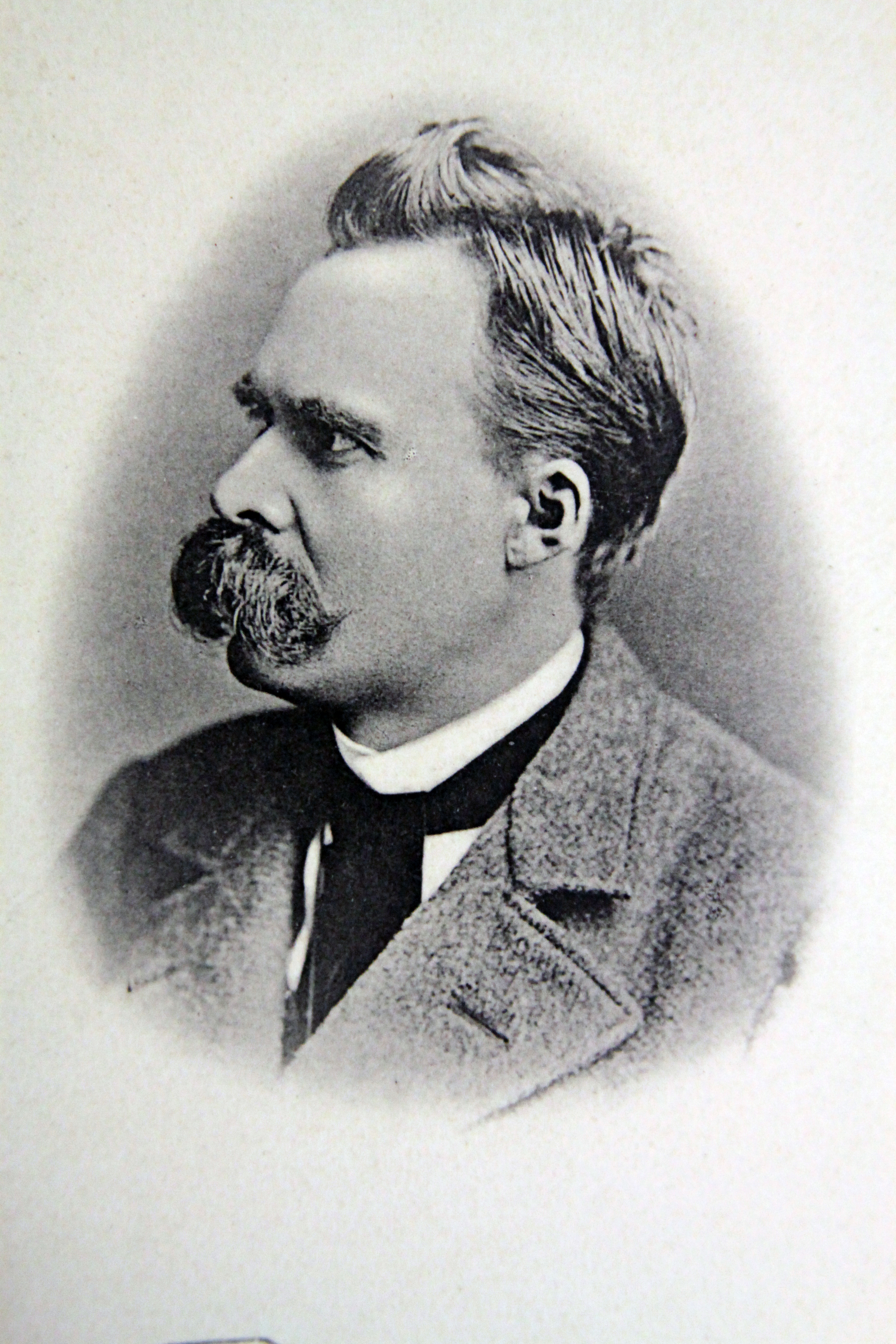
Фридрих Ницше, 1885 год

Сверхчелове́к (нем. Übermensch, немецкое произношение: [ˈʔyːbɐmɛnʃ]) — образ, введённый философом Фридрихом Ницше в произведении «Так говорил Заратустра» для обозначения существа, которое по своему могуществу должно превзойти современного человека настолько, насколько последний превзошёл обезьяну. Сверхчеловек, будучи в соответствии с гипотезой Фридриха Ницше закономерным этапом истории человеческого вида, должен олицетворять средоточие витальных аффектов жизни. Сверхчеловек — это радикальный эгоцентрик, благословляющий жизнь в наиболее экстремальных её проявлениях, а также творец, могущественная воля которого задаёт вектор исторического развития.
Антиподом сверхчеловека Ницше считает образ последнего человека, такого, который устал от жизни, отвергает риск и ищет только лишь комфорт и безопасность. В обществе последних людей нет больше различий между правителем и подданными, сильными и слабыми, выдающимися и посредственными. Социальные конфликты и проблемы сведены к минимуму. Каждый человек живёт одинаковой жизнью и пребывает в «поверхностной» гармонии.

## История термина

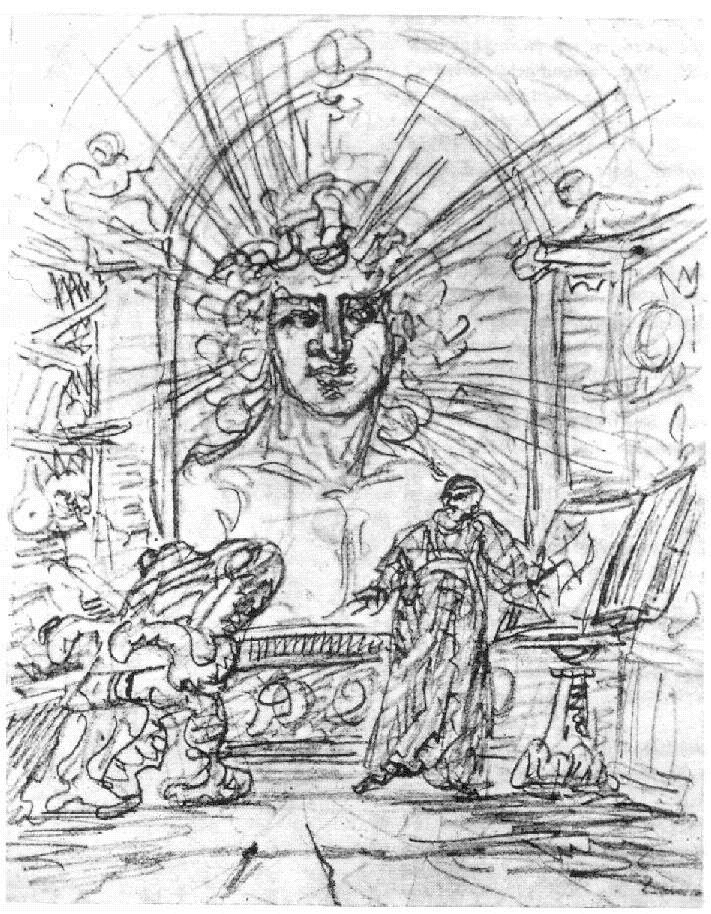
«О деятельный дух, как близок я тебе!» (Фауст, иллюстрация Гёте)

Самое раннее упоминание слова Сверхчеловек известно как «hyperanthropos» и было использовано ещё в I веке до н. э. Дионисием Галикарнасским. Лукиан использовал этот термин во II веке нашей эры, хотя и для насмешки над великими мастерами мира, которые в царстве мертвых будут уменьшены до своих естественных размеров. На немецком языке понятие Übermensch впервые появилось в письме Германа Рааба, провинциала саксонской доминиканской провинции, в 1527 году, где оно является чем-то вроде ругательства для обозначения «лютеран», которые рассматривают Царство Божье в чисто духовных терминах.
Сверхчеловек играет центральную роль в Божественной комедии Данте Алигьери. Гапакс transumanar (неологизм Данте, от латинского trans — «через», «над […]» и umano — «человек», но как глагол (здесь) «сверхчеловек») становится основным мотивом, особенно в «Раю» (упоминается в Песне I, 70). Аналогии можно найти и в роковом обожествлении Главка. В «Метаморфозах» Овидия (7, 219; 13, 898 — 14, 74) Главк был смертным рыбаком, который случайно обнаружил волшебную траву, сделавшую его бессмертным после употребления в пищу. Однако у него выросли грудные и хвостовые плавники, а руки и ноги регрессировали — это вынудило его навсегда остаться в море. В творчестве Данте Сверхчеловек означает не что иное, как «статус человека, оставляющего позади условия своего существования на пути к божественному». Однако в конкретном выражении это означает, что обычный человек (в отличие от странника Данте) испытает Сверхчеловеческое не в этом мире, а только в загробной жизни.
Данте, несомненно, вдохновлялся трудами Псевдо-Дионисия Ареопагита (особенно выражениями super hominem, ultra hominum modum, superhumanus, которые часто встречаются в латинских переводах), но Фома Аквинский, Святой Августин и даже Святой Матфей, возможно, также дали лингвистический импульс. Ещё языческий термин Лукиана Сверхчеловек был впервые использован в христианском смысле пророком Монтаном (ум. 178). Теолог Эрнст Бенц уже подробно объяснял, что термин Сверхчеловек был хорошо разработан в теологии церкви, за столетия до распространения «антихристианского пафоса» Ницше.

Богослов Генрих Мюллер в своем труде Geistliche Erquickungsstunden (1664), Иоганн Готфрид Гердер и индийский философ Шри Ауробиндо, среди прочих, говорили о Сверхчеловеке, каждый со своим значением. Иоганн Вольфганг фон Гёте использовал это выражение, опять же в насмешливом смысле, в своей трагедии Фауст I: «Какой жалкий ужас овладевает тобой!» — говорит дух земли. На самом деле Фауст — всего лишь «червь, сгибающийся от страха». Гете пишет в стихотворении Посвящение (нем. Zueignung):
Едва взглянул прозревшими глазами —
Уже в мечтах сверхчеловеком став,
Забыв свой долг, ты мнишь других глупцами.
Но чем возвышен ты над остальными?

Познай себя — и в мире будешь с ними.
В романе Достоевского Преступление и наказание (1866) идея главного героя Раскольникова является предтечей идеи Ницше о Сверхчеловеке, призванном властвовать. Раскольников, мечтающий стать Наполеоном, предался самообману. Он ломает голову над попыткой в качестве Сверхчеловека взять на себя функцию Бога, решать добро и зло. Он признает, что Наполеон — «истинный хозяин» преступления: «Я такая же вошь, как и все остальные». Таким образом, Достоевский осудил чувство власти и индивидуалистический принцип.
Теодор Фонтане критически анализирует этот термин в своем романе Штехлин (нем. Der Stechlin, 1897), где старый Штехлин говорит: 
«Теперь вместо реального человека установлен так называемый Сверхчеловек; но на самом деле есть только недочеловеки, и иногда это именно те, кого вы, безусловно, хотите превратить в Сверхчеловека. Я читал о таких людях и видел некоторых из них. Счастье, что, по моему мнению, это всегда явно комичные персонажи, иначе можно было бы впасть в отчаяние»

## Вера в землю
Ницше вводит понятие Сверхчеловек в противовес своему пониманию потусторонности христианства: Заратустра провозглашает волю Сверхчеловека, чтобы придать смысл жизни на земле, и призывает свою аудиторию игнорировать тех, кто обещает потусторонние свершения, чтобы отвлечь их от земли.
Заратустра утверждает, что христианский выход из этого мира также требовал изобретения бессмертной души, отдельной от земного тела. Это привело к отречению и умерщвлению тела, или аскетизму. Далее Заратустра связывает Сверхчеловека с телом и интерпретацией души как простого аспекта тела.

## Смерть Бога и создание новых ценностей
Заратустра связывает появление Сверхчеловека со смертью Бога. Хотя концепция Бога была высшим выражением потусторонних ценностей и лежащих в их основе инстинктов, вера в Бога, тем не менее, на какое-то время придавала жизни смысл. «Бог мертв» означает, что идея Бога больше не может обеспечивать ценности. Ницше называет эту важнейшую смену парадигмы переоценкой ценностей.
Чтобы избежать рецидива платоновского идеализма или аскетизма, создание новых ценностей не может быть мотивировано теми же инстинктами, которые породили те таблицы ценностей. Вместо этого они должны быть мотивированы любовью к этому миру и жизни. Если Ницше диагностировал христианскую систему ценностей как реакцию против жизни и, следовательно, в некотором смысле разрушительную, то новые ценности, за которые будет отвечать Сверхчеловек, будут жизнеутверждающими и созидательными. Реализуя этот новый набор ценностей, Сверхчеловек становится совершенным, поскольку преодолевает все человеческие препятствия.

## Сверхчеловек как цель
Заратустра впервые провозглашает Сверхчеловека как цель, которую человечество может поставить перед собой. Смысл всей человеческой жизни будет определяться тем, как она продвигает новое поколение людей. Например, стремление женщины — родить Сверхчеловека; её отношения с мужчинами будут оцениваться по этому стандарту.
Заратустра противопоставляет Сверхчеловека вырождающемуся последнему человеку эгалитарной современности, альтернативной цели, которую человечество могло бы поставить перед собой. Последний человек появляется только в Так говорил Заратустра и представлен как удушающее стремление, противоположное духу Сверхчеловека.
По мнению Рюдигера Сафрански, некоторые комментаторы связывают концепцию Сверхчеловека с евгеническими программами.

## Связь с социальным дарвинизмом
Концепция сверхчеловека достаточно амбивалентна. Хоть Ницше и отвергает дарвинистическую интерпретацию данной концепции, во многих его сочинениях проскальзывают утверждения, близкие к социальному дарвинизму и евгенике. Например, в сочинении «К генеалогии морали» Ницше писал, что человечество как масса может быть принесено в жертву ради процветания одного, более сильного существа. Целью является создание касты господ, призванной править Европой. Наконец, в «Ecce Homo» он говорит о «Партии Жизни», которая берет на себя задачу улучшения людей и уничтожения всего «выродившегося» и «паразитного».

По мнению Рюдигера Сафрански, Сверхчеловек представляет собой высший биологический тип, достигнутый путем искусственного отбора, и в то же время является идеалом для каждого, кто достаточно креативен и силен, чтобы освоить весь спектр человеческого потенциала, добра и «зла», стать «художником-тираном». Он пишет:
«Образ сверхчеловека у Ницше амбивалентен, и в нём скрыта экзистенциальная драма. Сверхчеловек представляет собой высший биологический тип; он мог бы быть продуктом целенаправленного разведения; Но это также идеал для всех, кто хочет обрести власть над собой, культивировать и развивать свои добродетели, кто креативен и умеет использовать весь спектр человеческого мышления, фантазии и воображения. Сверхчеловек реализует полный образ того, что возможно для человека, и именно поэтому Сверхчеловек Ницше также является ответом на смерть Бога».

## Воплощение аристократических ценностей
В книге Ecce Homo Ницше решительно отрицает идеалистическую, демократическую или гуманитарную интерпретацию Сверхчеловека: 
Слово «Сверхчеловек» для обозначения типа самой высокой удачливости, в противоположность «современным» людям, «добрым» людям, христианам и прочим нигилистам […] Когда же я шептал на ухо, что скорее в нём можно видеть Чезаре Борджиа, чем Парцифаля, то не верили своим ушам.

Сафрански утверждает, что сочетание безжалостной воинской гордости и художественного блеска, определявшее итальянское Возрождение, воплощало для Ницше чувство Сверхчеловека. По мнению Сафрански, Ницше хотел, чтобы ультра-аристократическая фигура Сверхчеловека служила макиавеллиевским пугалом современного западного среднего класса и его псевдохристианской эгалитарной системы ценностей.

## Ключевые черты

### Вечное возвращение
В произведении «Так говорил Заратустра» Сверхчеловек занимает важное место с другим ключевым понятием Фридриха Ницше — Вечным возвращением одного и того же. Ницше предполагал, что если бы вся жизнь повторилась безо всяких изменений, каждое событие вернулось вновь, включая самые горькие минуты, и этот процесс длился бы вечно, то только Сверхчеловеку хватило бы отваги и мужества поднять взор над миром и принять его таким, какой он есть. Эта мысль выражает идею о том, что Сверхчеловек любит жизнь, и поэтому согласился бы на её бесконечное повторение. Именно та личность, которая смело приняла Вечное возвращение, и зовётся Сверхчеловеком. По мнению философа, отличие такого существа от обычного человека в порядке отличия человека от обезьяны.
Лоуренс Ламперт предполагает, что вечное возвращение заменяет Сверхчеловека в качестве объекта серьёзных устремлений.

### Воля к власти
Воля к власти — концепция, созданная Ницше для объяснения разницы между «живым» и «неживым». По Ницше воля к власти рассматривается как воля, стремление к утверждению жизни, движению. Чем более ярко выражена воля существа на окружающий мир, тем оно «живее». Сверхчеловек, будучи воплощением воли к власти, являет собой только жизнеутверждающие аффекты (философ причислял к ним гордость, радость, здоровье, любовь между полами, конфликт и войну, силу воли, благодарность Земле и жизни). Воля к власти представляет собой «двигающую» силу, имеющую свои проявления в мире, то есть всё, что есть во Вселенной. Высшим утверждением жизни философ считает Вечное возвращение.

### Деятельность человечества
Фридрих Ницше верил в теорию эволюции. Он полагал, что вся деятельность человечества направлена на развитие цивилизации и биологический прогресс. По сюжету Заратустра выражает свою любовь к тем, кто творит, созидает, готовит землю для прихода Сверхчеловека. Ницше считал, что вся человеческая культура станет тем, чем будет наслаждаться Сверхчеловек: искусством, наукой, техникой и т. д. 

## Прототипы
Существуют различные субъективные взгляды на ницшеанский образ сверхчеловека:
- религиозно-христианский (Вячеслав Иванов считал предшественником сверхчеловека Иисуса Христа)[17];
- культурологический (М. А. Блюменкранц характеризовал эту идею Фридриха Ницше как «эстетизацию волевого порыва»);
- расовая интерпретация (в Третьем рейхе под сверхчеловеком понимался идеал арийской расы).

## Расовая теория нацистов

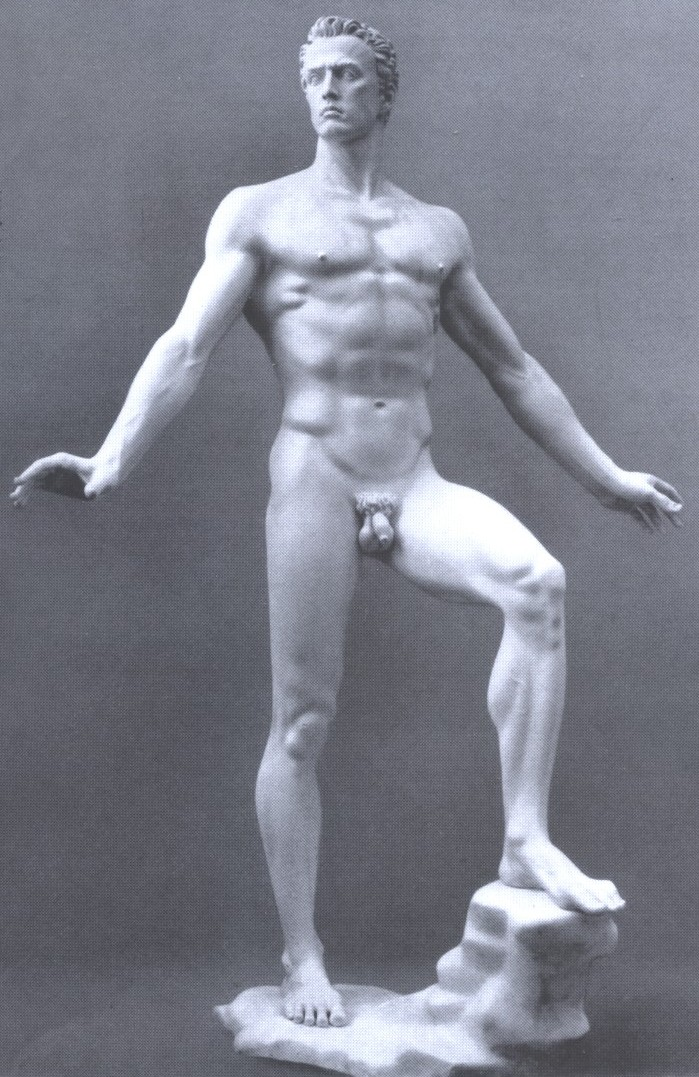
Der Sieger (Победитель), 1939 г. скульптура за авторством Арно Брекера

Термин Сверхчеловек часто использовался Адольфом Гитлером и нацистским режимом для описания их идеи биологического превосходства арийской или германской расы; расовая версия Сверхчеловека Ницше стала философской основой нацистских идей. Нацистское представление об основной расе также породило идею «низших людей» (нем. Untermenschen), над которыми следует господствовать и порабощать; этот термин не принадлежит Ницше, который критически относился как к антисемитизму, так и к немецкому национализму.
В последние годы жизни Ницше начал верить, что он на самом деле поляк, а не немец, так цитировались его слова: «Я чистокровный польский дворянин, без единой капли дурной крови, и уж точно не немецкой». Вопреки националистическим доктринам он утверждал, что он и Германия велики только благодаря «польской крови в их жилах» и что он «[прикажет] расстрелять всех антисемитов». Ницше умер задолго до правления Гитлера, и отчасти именно сестра Ницше — Элизабет Фёрстер-Ницше манипулировала словами брата, чтобы приспособить их к мировоззрению своему и своего мужа, Бернхарда Фёрстера, видного немецкого националиста и антисемита. В 1881 году Фёрстер вместе с Максом Либерманом фон Зонненбергом основал Немецкую народную лигу (нем. Deutscher Volksverein).

## Влияние

### Анархизм
Мысли Ницше оказали большое влияние на авторов-анархистов. Спенсер Саншайн пишет:
Анархистов привлекало к Ницше многое: его ненависть к государству, отвращение к бездумному социальному поведению "стад", антихристианство, недоверие к влиянию рынка и государства на культурное производство, стремление к "сверхчеловеку", то есть к новому человеку, который не должен быть ни хозяином, ни рабом; Восхваление экстатического и творческого "я", прототипом которого является художник, способный сказать "да" самосозиданию нового мира на основе ничего; выдвижение "переоценки ценностей" в качестве источника изменений в противовес марксистской концепции классовой борьбы и диалектики линейной истории.
Влиятельная американская анархистка Эмма Гольдман в предисловии к своему знаменитому сборнику «Анархизм и другие эссе» защищает Ницше и Макса Штирнера от нападок внутри анархизма, когда говорит:
Самая удручающая тенденция, распространенная среди читателей, — вырвать из произведения одно предложение, как критерий идей или личности писателя. Например, Фридриха Ницше осуждают как ненавистника слабых, потому что он верил в Сверхчеловека. Неглубоким интерпретаторам этого гигантского ума не приходит в голову, что это видение Сверхчеловека также призывало к такому состоянию общества, которое не порождало бы расу слабаков и рабов.
Саншайн говорит, что «испанские анархисты также смешивали свою классовую политику с ницшеанским вдохновением». Мюррей Букчин в книге «Испанские анархисты» описывает видного члена каталонского CNT Сальвадора Сеги как «поклонника ницшеанского индивидуализма, suprehome, которому „все позволено“». Букчин в своем предисловии 1973 года к книге Сэма Долгоффа «Анархистские коллективы» даже описывает реконструкцию общества рабочими как ницшеанский проект. Букчин говорит, что:
рабочие должны видеть себя людьми, а не классами; творческими личностями, а не "пролетариями", самоутверждающимися индивидами, а не "массами" ... [Экономическая составляющая должна быть гуманизирована именно путем привнесения "дружеской близости" в рабочий процесс, уменьшения роли обременительного труда в жизни производителей, тотальной "переоценки ценностей" (по выражению Ницше) применительно к производству и потреблению, а также к социальной и личной жизни.

### Альберт Швейцер
Альберт Швейцер использовал термин "сверхчеловек" в своем обсуждении философии культуры в 1920-х годах, критикуя человеческое высокомерие, особенно в использовании технологий:
Власть над силой природы - это достижение культуры, пришедшей к образованию. Культурный человек, который его приобрел, может им пользоваться. Но то, что неопримитивист отвергает духовное из культуры, сохраняет то, что было создано культурой, и тем самым избавляется от сверхчеловеческой силы, приобретенной культурными людьми, в примитивном менталитете, как если бы это было понято само собой, - это нечто чудовищное. 
Во время получения Нобелевской премии в 1954 году он снова использовал этот термин в том же смысле:
Но сверхчеловек страдает фатальным психическим несовершенством. Ему не удается проявить сверхчеловеческую рациональность, которая должна соответствовать обладанию сверхчеловеческой силой. […] Что мы на самом деле должны были осознать и давно должны были осознать  так это то, что мы, как сверхлюди, стали нелюдями.

### Лев Троцкий
В своей работе «Литература и революция » (1924) советский революционер Лев Троцкий создал образ «нового человека»: благодаря достижениям в образовании, воспитании, евгенике и медицине «человеческие существа поставят перед собой задачу овладеть своими собственными силами, чувствами, чтобы поднять свои инстинкты на вершину сознания, сделать их прозрачно ясными, направить нити воли ниже порога сознания и тем самым вывести себя на более высокий уровень, т. е. на более высокий социально-биологический тип, создать сверхчеловека».